# Амурская епархия
Аму́рская епа́рхия — епархия Русской православной церкви, объединяющая приходы в средней части Хабаровского края (в границах Верхнебуреинского, Комсомольского, имени Полины Осипенко и Солнечного районов). Входит в состав Приамурской митрополии.
Кафедральный город — Комсомольск-на-Амуре.

## История
Учреждена решением Священного Синода Русской православной церкви от 5 октября 2011 года на территории Ванинского, Верхнебуреинского, Комсомольского, имени Полины Осипенко, Солнечного и Ульчского районов Хабаровского края, выделенной из состава Хабаровской епархии. Правящему архиерею Синод постановил иметь титул «Амурский и Чегдомынский». Тогда же епархия была включена в состав Приамурской митрополии.
Епископом Амурским и Чегдомынским был избран игумен Аристарх (Яцурин) (в управление епархией не вступал).
Решением Священного Синода Русской православной церкви от 27 декабря 2011 года управляющим Амурской епархией избран помощник проректора по воспитательной работе Московской духовной академии и семинарии иеромонах Николай (Ашимов).
Решением Священного Синода от 21 октября 2016 года приходы Ванинского и Ульчского районов переведены в состав новообразованной Ванинской епархии.

## Епископы
- с 29 января 2012 — Николай (Ашимов)

## Благочиния
Епархия разделена на 4 церковных округа:
- Верхнебуреинское благочиние (пгт. Чегдомын)
- Комсомольское благочиние (город Комсомольск-на-Амуре),
- Солнечное благочиние (пгт. Солнечный),
- Миссионерское благочиниею